# 加藤有加利
加藤 有加利（かとう ゆかり、1985年4月3日 - ）は、日本の女性シンガーソングライター、作詞家、作曲家。
ソロ名義はyucat、RYTHEMのメンバー、カワサキまるこの中の人、KinG00のメンバー。北海道砂川市生まれ、神奈川県川崎市高津区出身。神奈川県立多摩高等学校、和光大学表現学部卒業。
所属芸能事務所はウェーブマスター。所属レコード会社兼レーベルは株式会社パラレルキングダム。血液型はAB型。

## 来歴
子供の頃から歌うことが大好きで、宇多田ヒカル、中島美嘉に憧れていた。また、幼稚園からエレクトーンを習い、楽器に触れる。
中学生の時、演劇部のオーディションで初めて新津由衣に出会うが、親交を深めるのは多摩高校へ進学し、席が隣同士となってからであった。その後、2人で軽音楽部に所属し、RYTHEMというコピーバンドを組む。
新津と共にカラオケへ出向いたとき「歌手になりたい」という夢を新津に告げ、オーディションを受けることを決意。ソニー・ミュージックエンタテインメントのオーディションにて「一人旅シャラルラン」を歌って合格する。
2003年、RYTHEMとしてTVアニメ「NARUTO」EDテーマ「ハルモニア」でデビュー。その後、新津と和光大学表現学部に進学、2008年3月19日に卒業。
NHK連続テレビ小説「てるてる家族」主題歌「ブルースカイ・ブルー」、日本テレビ系ドラマ「光とともに…〜自閉症児を抱えて〜」主題歌「万華鏡キラキラ」、TVアニメ「焼きたて!!ジャぱん」OPテーマ「ホウキ雲」など数多くのアニメ・ドラマタイアップ曲をリリースし、全国ツアーや数多くのイベントにも出演。
ミュージックステーションやMUSIC FAIRなどのTV出演も多かったが、惜しまれながらも2011年にZEPP TOKYOでのライブをもって解散。以降yucatとして活動をしている。
2013年8月、PlayStation Vita用ソフト「MIND≒0」オープニングテーマを担当。
2019年春、ミュージカル「悪ノ娘」再演にて、ミカエラ初音ミク役で女優デビューを果たした。
2020年夏、川崎フロンターレ公認キャラクター「カワサキまるこ」の中の人として、ご当地VTuberデビューを果たした。
2021年5月21日、RYTHEM再始動
2021年10月31日、渋谷eggmanにてyucat10周年公演「yucat PARALLEL LIVE～ハロウィン10th生誕祭～」を開催。
2022年7月17日、ミューザ川崎シンフォニーホールにてyucat 10周年Anniversary Liveを開催。
2024年3月3日、プリンセス天功と共に音楽グループKinG00(キング)始動。

## ディスコグラフィ

### 配信シングル
|     | 発売日         | タイトル        | 規格                   | 収録作品                         |
| --- | -------------- | --------------- | ---------------------- | -------------------------------- |
| 1st | 2012年9月5日   | Stop Me!        | デジタル・ダウンロード | PARALLEL WORLD～終ワリノ始マリ～ |
| 2nd | 2012年10月3日  | Mr.Perfect Pain | デジタル・ダウンロード | PARALLEL WORLD～終ワリノ始マリ～ |
| 3rd | 2012年11月14日 | 暴走マシーン    | デジタル・ダウンロード | PARALLEL WORLD～終ワリノ始マリ～ |

### 会場限定シングル
|     | 発売日        | タイトル         | 規格 | 収録作品                      |
| --- | ------------- | ---------------- | ---- | ----------------------------- |
| 1st | 2014年5月3日  | Dr.Code          | CD   | PARALLEL WORLDIII～七ノ起源～ |
| 2nd | 2014年8月16日 | 全知全能ノ樹     | CD   | PARALLEL WORLDIII～七ノ起源～ |
| 3rd | 2018年11月3日 | サクラサイエンス | CD   | 未公表                        |

### CDシングル
|     | 発売日        | タイトル        | 規格 | 規格品番 |
| --- | ------------- | --------------- | ---- | -------- |
| 1st | 2019年7月24日 | ダイナソーDANCE | CD   | PDOM-1   |

### ミニアルバム
|     | 発売日         | タイトル                                     | 規格 | 規格品番                     | オリコン |
| --- | -------------- | -------------------------------------------- | ---- | ---------------------------- | -------- |
| 1st | 2013年1月30日  | PARALLEL WORLD ～終ワリノ始マリ～            | CD   | XNTR-15037                   | 204位    |
| 2nd | 2013年9月11日  | PARALLEL WORLD II ～第3ノ道～                | CD   | XNTR-15041（初回生産限定盤） | 163位    |
| 2nd | 2013年9月11日  | PARALLEL WORLD II ～第3ノ道～                | CD   | XNTR-15042（通常盤）         | 163位    |
| 3rd | 2014年10月22日 | PARALLEL WORLDⅢ～七ノ起源                    | CD   | DQC-1371                     | 280位    |
| 4th | 2016年4月5日   | PARALLEL WORLD～episode.0～                  | CD   | KHV-0107                     | 圏外     |
| 5th | 2017年11月29日 | PARALLEL WORLDⅣ～消滅海底都市～              | CD   | UCOL-005                     | 圏外     |
| 6th | 2019年11月27日 | PARALLEL WORLD Ⅴ〜Steam Japan〜              | CD   | PDOM-2                       |          |
| 7th | 2022年12月18日 | PARALLEL WORLD Ⅵ〜Fairy Story 七つノ御伽話〜 | CD   | PDOM-7                       |          |

### ベストアルバム
|     | 発売日        | タイトル                                                            | 規格 | 規格品番 | オリコン |
| --- | ------------- | ------------------------------------------------------------------- | ---- | -------- | -------- |
| 1st | 2017年4月14日 | PARALLEL WORLD 5th Anniversary Complete Best -episode.0～episode.3- | CD   | UCOL-001 | 圏外     |

## 提供楽曲
- 堀江由衣
  - moment（作曲）
  - I my me（作詞・作曲）
- 田中理恵
  - Let it be（作詞）
  - Dilemma（作詞・作曲）
  - in or out?（作詞）
  - 月とダンス（作詞）
  - SUPERMAN（作詞）
  - 人魚姫の涙（作詞・作曲）
  - FRAME（作詞）
  - 空飛ぶピエロ（作詞）
  - Orange（作詞）
- 下田麻美
  - 強くDAYDREAMER（作曲）
- HIMEKA
  - 限界DREAMERS（作曲）
- la BIG 3(ラ ビッグスリー)
  - ぽちゃティブ～ＢｏｄｙもＨｅａｒｔもグラマラス～（作詞）
- Flower
  - 時間旅行（作曲）
- 篠崎愛
  - BAD LOVE（作詞・作曲）
  - 悪い猫（作詞・作曲）
- Apeace
  - Always（作詞・作曲）
- 霞
  - 炎の意思（作詞・作曲）
- オムニバス
  - そらにくも きみにぼく（作詞・作曲）
- クルクル7
  - 最後の嘘（作詞・作曲）
  - 今日も僕は空を飛べないけど（作詞・作曲）
- 戸松遥
  - ラスタート（作詞）
- Re:ステージ! ドリームデイズ♪（トロワアンジュ、帆風奏）
  - Twin Moon（作曲）
- 鈴木愛奈
  - Butterfly Effect（作詞・作曲）
  - antique memory（作詞・作曲）
  - Eternal Place（作詞・作曲）
  - WONDER MAP（作詞・作曲）
  - 魔女ノ策略（作詞・作曲）
- 田中あいみ
  - Milk Puzzle（作詞・作曲）
  - 未草（作詞・作曲）
- Readyyy!
  - シグナル（作詞・作曲）
- YASHIRO
  - ひとりしずか（作詞・作曲）
- Ayasa
  - Medousa-破壊ト創造-（作曲）
- フジテレビ 体感！サステナWAVEテーマソング
  - サウンドスケープ（作曲）
- Re:ステージ！ トライアムトーン
  - WANTED（作詞・作曲）

## 人物・エピソード

### 楽器
- 愛用のギターは6本あり、それぞれ心愛くん、ティハちゃん、弦希くんなどという。ギターを「この子」と呼んで可愛がっている。
- 大のヤマハ党。使用していたギブソンのギターが破損してからはメンテナンスサービスがよいことからヤマハのLS26を愛用している。
- 子供の頃にエレクトーンを習っていたため、EL-90を所有しており、デモ制作用に使用していたが、最近、新津がヤマハのパブリシティに登場した関係でD-DECK（DDK-7）が無料レンタルされ、デモ用の鍵盤が代替わりした。
- 打ち込みには「Sequel」（シーケル）を使用。理由は「（画面に）英語が出てくるとそこで（操作が）ストップしてしまう。「Sequel」は日本語でわかりやすい」とのこと。2014年頃から「Cubase」を使用している。
- 知人のギタリストから「（生活に困ったら）ギターを売れ」と言われ、値段の高いヴィンテージもののギターを購入したが、ネットで調べてみると実はそうではないことがわかり、「saku saku」（テレビ神奈川）にて白井ヴィンセント（黒幕）から「骨董品と一緒でそういうのは向こうの言い値でしょ。『開運!なんでも鑑定団』（テレビ東京系）に出した方がいい」と言われた。